# All Fun and Games
Pour plus de détails, voir Fiche technique et Distribution.
All Fun and Games est un film d'horreur américain réalisé par Ari Costa et Eren Celeboglu et sorti en 2023.

## Fiche technique
- Titre original : All Fun and Games
- Réalisation : Ari Costa, Eren Celeboglu
- Scénario : Ari Costa, Eren Celeboglu, JJ Braider
- Direction artistique :
- Photographie : Ricardo Diaz
- Montage : Louis Cioffi, Ruthie Aslan
- Musique : Alex Belcher
- Production : Angela Russo-Otstot, Jake Aust, Kassee Whiting, John Zois
- Société de production : Gozie AGBO, Anton
- Société de distribution : Vertical Entertainment
- Pays de production :  États-Unis
- Langue originale : anglais
- Genre : Horreur
- Durée :
- Date de sortie :
  - États-Unis : 1er septembre 2023 (VàD)

## Distribution
- Asa Butterfield : Marcus Fletcher
- Natalia Dyer : Billie Fletcher
- Annabeth Gish : Kathy Fletcher
- Benjamin Evan Ainsworth : Jonah "Jo" Fletcher
- Laurel Marsden : Sophie Fletcher
- Keith David :
- Kolton Stewart : Pete
- Matthew Lupu :
- Sydney Sabiston :
- Keishon Joseph :